# Erythrodiplax abjecta
Erythrodiplax abjecta är en trollsländeart som först beskrevs av Jules Pièrre Rambur 1842.  Erythrodiplax abjecta ingår i släktet Erythrodiplax och familjen segeltrollsländor. Inga underarter finns listade i Catalogue of Life.

## Bildgalleri

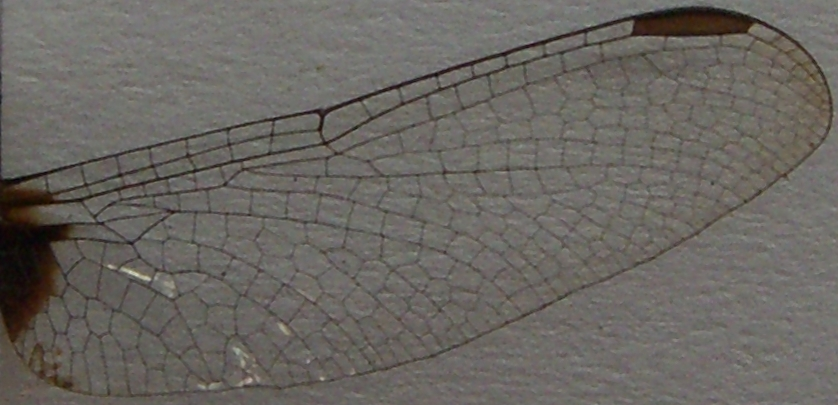